# アルド・チッコリーニ
アルド・チッコリーニ（Aldo Ciccolini, 1925年8月15日 - 2015年2月1日）は、フランス在住のイタリア人ピアニスト。

## 経歴
ナポリ出身。16歳のときサン・カルロ劇場にデビューし、1949年にパリのロン・ティボー国際コンクールに優勝する。1969年にフランスに帰化し、1970年から1983年までパリ音楽院で教鞭を執った。
フランス近代音楽の解釈者ならびに擁護者として国際的に著名であり、サティやドビュッシーのピアノ曲全集を録音している。ほかに、アルカンやカスティヨン、マスネ、セヴラックらの秘曲も録音している。
一方でリストの演奏でも名高い。パテ・マルコーニ社やEMIなどに100点以上の録音を残しており、中でもモーツァルトやベートーヴェンのピアノソナタ全集が目立っている。
1999年12月9日に、フランスでの活動50周年を祝して、シャンゼリゼ劇場において記念リサイタルが催された。2002年には、ヤナーチェクのピアノ曲全集（アベイユ・ミュージック・レーベル）およびシューマンのピアノ曲集（カスカヴェル・レーベル）によってディアパソン・ドール賞を獲得。2006年にはやはりカスカヴェル・レーベルから、ベートーヴェンのソナタ全集が復刻された。
2015年2月1日、パリ郊外の自宅で亡くなった。89歳没。

## エピソード
「速く、より強く」が奨励された業界の中にいたこともあってか、チッコリーニも若いころは速弾きの雄として知られていた。特に、1956年2月8日にフェレンツ・フリッチャイの指揮でスイス・ロマンド管弦楽団と録音したリストの『ピアノ協奏曲第2番 イ長調』は、演奏時間が18分40秒と男性ピアニストによる世界最速の録音となっている。

## 関連文献
- "Maestro Ciccolini", in 88 notes pour piano solo, ジャン＝ピエール・ティオレ, Neva Ed., 2015, 183. ISBN 978 2 3505 5192 0
- Martin Elste: Ciccolini, Aldo. In: Ludwig Finscher (Hrsg.): Die Musik in Geschichte und Gegenwart. Zweite Ausgabe, Personenteil, Band 4 (Camarella – Couture). Bärenreiter/Metzler, Kassel u. a. 2000, ISBN 3-7618-1114-4
- Ingo Harden: Aldo Ciccolini. In: Ingo Harden, Gregor Willmes: Pianistenprofile: 600 Interpreten: ihre Biografie, ihr Stil, ihre Aufnahmen. Bärenreiter, Kassel 2008, ISBN 978-3-7618-1616-5, S. 131–133.
- Alain Pâris: Klassische Musik im 20. Jahrhundert: Instrumentalisten, Sänger, Dirigenten, Orchester, Chöre. 2. erweiterte, völlig überarbeitete Auflage, dtv, München 1997, ISBN 3-423-32501-1, S. 151.